# East Clandon
East Clandon is een civil parish in het bestuurlijke gebied Guildford, in het Engelse graafschap Surrey met 268 inwoners.

## Geboren
- Rosemary Sutcliff (1920-1992), schrijfster